# Премия мира Альберта Эйнштейна
Премия мира Альберта Эйнштейна (англ. Albert Einstein Peace Prize) — премия мира, присуждаемая ежегодно с 1980 года Фондом премии мира Альберта Эйнштейна. Основание Фонда датируется 1979 годом, столетием со дня рождения Альберта Эйнштейна на основе Манифеста Рассела-Эйнштейна, призывающего к ядерному разоружению. Фонд был основан при спонсорской поддержке попечителей наследия Эйнштейна Уильямом М. Шварцем (William M. Swartz, 1912–87), богатым бизнесменом и дедом активиста Аарона Шварца. Уильям Шварц принимал участие в Пагуошских конференциях по науке и общечеловеческим проблемам и основал Фонд частично для поддержки этого движения. Лауреаты премии — деятели, в основном занимающиеся ядерным разоружением. Премия составляет 50 000 долларов.
В 1993 году Фонд претерпел реорганизацию.
| Год      | Лауреат                                            | Примечания | Ссылки               |
| -------- | -------------------------------------------------- | --- | -------------------- |
| 1980 год | Альва Мюрдаль                                      | За «искреннюю настойчивость в действиях великих держав по контролю над ядерной конкуренцией, а также за большой вклад в достижение Договора о запрещении испытаний ядерного оружия 1963 года, Договора о нераспространении ядерного оружия 1969 года и соглашений, запрещающих размещение ядерного оружия на морском дне и в космосе». | [ 12 ] [ 13 ]        |
| 1981 год | Джордж Ф. Кеннан                                   | «За его постоянные усилия по снижению напряженности между Соединенными Штатами и Советским Союзом и миром в целом». | [ 14 ] [ 15 ] [ 16 ] |
| 1982 год | МакДжордж Банди, Роберт Макнамара, Джерард С. Смит | Совместная награда за противодействие превентивным ядерным ударам | [ 8 ] [ 17 ] [ 18 ]  |
| 1983 год | Джозеф Бернардин                                   | за участие в подготовке пастырского послания епископов США с призывом к новым соглашениям по оружию | [ 19 ] [ 20 ]        |
| 1984 г.  | Пьер Трюдо                                         | за работу по содействию разоружению | [ 21 ] [ 22 ]        |
| 1985 год | Вилли Брандт                                       | | [ 23 ]               |
| 1986 год | Улоф Пальме                                        | Награжден посмертно за «широкомасштабные усилия во имя мира». | [ 19 ] [ 24 ]        |
| 1988 год | Андрей Сахаров                                     | | [ 25 ]               |
| 1990 год | Михаил Горбачев                                    | | [ 26 ]               |
| 1992 год | Йозеф Ротблат и Ганс Бете                          | Представлено на конференции, посвящённой пятидесятилетию Чикагской поленницы-1 . | [ 27 ] [ 28 ]        |